# Piroxenita
La piroxenita és una roca ígnia plutònica de color fosc composta principalment per piroxè i amb quantitats menors d'olivina, biotita i amfíbol.